# إد إدد وإدي: رحلة المتاعب
إد إدد وإدي: رحلة المتاعب (بالإنجليزية Ed, Edd n Eddy's Big Picture Show هو فيلم رسوم متحركة تلفزيوني أمريكي كندي من تأليف داني أنتونوتشي لإستديوهات كرتون نتورك مبني على مسلسل الرسوم المتحركة إد إدد وإدي، عُرض الفيلم لأول مرة في 8 نوفمبر 2009 على قناة كرتون نتورك في الولايات المتحدة وتتحدث قصة الفيلم عن بحث إدي عن اخيه الدي ظهر في المسلسل سابقًا، وكان الفيلم بمثابة نهاية المسلسل
في العالم العربي تمت دبلجة الفيلم للعربية من قبل استديوهات ايمدج برودكشن هاوس وعرض على قناة كرتون نتورك بالعربية في 19 أغسطس 2012.

## الإنتاج
قبل الإعلان عن الفيلم بسنوات كانت هناك شائعات حول فيلم إد إدد وإدي رحلة المتاعب حيث قال مخرج السلسلة داني أنتونوتشي في سان دييغو كومك كون إنترناشونال عام 2006 انها حلقة خاصة ستكون من 90 دقيقة كان من المفترض عرضها في العام المقبل كما قال ان الفيلم سيكشف عن ما تحت قبعة إد مزدوجة مع ان هذا لم يحدث ابدا،
في يونيو 2007 أكّدت شركة a.k.a cartoon انهم يعملون على فيلم تلفزيوني لمدة 90 دقيقة الذي كان من المقرر أن يبث في عام 2008 جنبا إلى جنب مع الإفراج عن دي في دي، ونتيجة لذلك، تم استبدال إنتاج الموسم السادس الذي تم الطلب به سابقًا من المسلسل بالفيلم، ليس بسبب عدم الاهتمام بالحلقات الجديدة، ولكن بدلاً من ذلك لأن جميع الموظفين الذين يُكبّبون ويعملون على ذلك كانو مشغولين بصنع الفيلم ووافقت كرتون نتورك على قرار أنتونوتشي بصنع فيلم بدلاً من الموسم السادس وكانت حلقتين من الموسم السادس بالفعل في الإنتاج، على الرغم من ذلك بثت لهم كرتون نتورك كحلقة خاصة في 29 يونيو 2008 كما أكدت IGN أن السلسلة كانت في فترة توقف بسبب الفيلم في نوفمبر 2007
في 27 يوليو 2007 ، في كوميك كون، كما يعرف أيضا باسم أن الفيلم بعنوان إد إدد وإدي رحلة المتاعب سيضم البحث عن شقيق ادي، وهو شخصية الذي ألمح إلى عدة مرات في جميع أنحاء سلسلة ولكن سيتم ينظر إليها للمرة الأولى في الفيلم، وأنه سيكون في نهاية السلسلة وقد أعلن عنه تيري كلاسن الذي كان قد خدم أيضا كمدير صوت للسلسلة
تم الانتهاء من الفيلم في عام 2008، ولكن لم يتم عرضه حتى نوفمبر 2009 وكان من إخراج أنتونوتشي، الذي شارك في كتابة الفيلم جنبا إلى جنب مع جونو هوارد، مايك كوبات، راشيل كونور وستايسي وارنك الفيلم كان قصص مصورة من قبل سكوت أندروود ، ستيف غارسيا ، الغراب موليسي ، جويل ديكي و «جيم الكبير» ميلر، وعرض فيلم رحلة المتاعب أخيرا في 8 نوفمبر 2009 على كرتون نتورك، عاد الملحن باتريك كيرد ليؤلف النتيجة، ثم أطلقها على موقعه على الإنترنت، يمكن شراء الفيلم على متجر آي تيونز

## وصلات خارجية
- إد إدد وإدي: رحلة المتاعب على موقع IMDb (الإنجليزية)
- إد إدد وإدي: رحلة المتاعب على موقع فيلمافينيتي (الإسبانية)
- إد إدد وإدي: رحلة المتاعب على موقع قاعدة بيانات الفيلم (الإنجليزية)
- إد إدد وإدي: رحلة المتاعب على موقع ليتربوكسد (الإنجليزية)
- إد إدد وإدي: رحلة المتاعب على موقع كينوبويسك (الروسية)